# Her Victory Eternal
Her Victory Eternal è un cortometraggio muto del 1914 diretto da E.A. Martin.

## Trama
Mrs. Tabor, dama della buona società, tiene soprattutto all'amore del marito e del suo meraviglioso, unico figlio. Quando il marito muore, la signora trova un'unica ragione di vita in quel solo figlio che le è rimasto e che la salva dal baratro della pazzia. Così, quando il giovane si innamora di una ragazza, la madre diventa follemente gelosa. Nascondendo i suoi veri sentimenti, cerca di apparire contenta del suo matrimonio. Ma, quando il figlio annega e muore proprio prima delle nozze, la donna è felice, perché ha conquistato la "vittoria eterna" su di lui, che resta solo suo per sempre.

## Produzione
Il film fu prodotto dalla Selig Polyscope Company.

## Distribuzione
Distribuito dalla General Film Company, il film - un cortometraggio in una bobina - uscì nelle sale cinematografiche statunitensi il 10 ottobre 1914.